# Malajski narodi
Malajski narodi, velika grana malajsko-polinezijskih naroda naseljenih u Maleziji i Indoneziji kao i neke narode na Filipinima i Madagaskaru. Cijela ova skupina naroda broji preko 348 milijuna ljudi i stotine različitih naroda i plemena. Lokalno se mogi podijeliti u više podskupina, to su:
Ačeh, 8 naroda (Sumatra) 4,383,000 ljudi: Ačeh (Aceh) 3,787,000, Alas	157,000, Aneuk Jamee	16,000, Gayo 304,000, Kluet 41,000, Simeulue 30,000, Singkil 27,000, Tamiang 21,000
Bali-Sasak narodi, 6 naroda; 8,014,000 ljudi:
Balijci 4,318,000, Bima 639,000, Dompu 85,000, Loloan 25,000, Sasak 2,613,000, Sumbawa 334,000.
Bandžari Kalimantana () 8,054,000 ljudi: 
Bandžari 6,860,000, Berau 11,000, Dajaci (Lawangan 111,000, govore barito jezikom; Dajaci Melayu Kalimantan 596,000), Pasir 60,000, Tenggarong Kutai 345,000, Tidong 70,000.
Barito narodi s Kalimantana; 386,000 ljudi: 
Ampanang 33,000, Bakumpai 106,000, Dajaci (Dohoi Ot Danum 80,000, Dajaci Tawoyan 31,000), Dusun Deyah 31,000, Dusun Malang 4,700, Kohin 8,600, Paku 3,800, Siang 88,000
Batak-Nias narodi, 9,488,000 ljudi: 
Batak Angkola 1,032,000, Batak Dairi 1,709,000, Batak Karo 826,000, Batak Pakpak 47,000, Batak Simalungun 1,344,000, Batak (Silindung 474,000, Batak Toba 2,075,000), Batu 26,000, Engganezi (Engganese) 1,500, Mandailing 1,113,000, Mentawai 59,000, Nias 754,000, Sikhule 28,000
Borneo-Kalimantan 4,585,000 ljudi: 
Abai Sungai 500, Bahau 4,900, Balau 9,600, Baram Kayan 8,000, Basap 26,000, Beketan 900, Belait, Kiput 1,400, Berawan (Centralni 700, Berawan istočni 1,100, Berawan zapadni 1,700), Bintulu 8,000, Bisaya (Sabah Bisaya 32,000, Bisaya Visayak 1,100), Bolongan 19,000, Bonggi 2,100, Brunejski Malajci (Kedayan) 210,000, Bukar Sadong 60,000, Bukat 600, Burusu 9,200, Daro-Matu 15,000, Dajaci (Kaninjal 48,000, Kendayan 239,000, Maanyak ili Ma'anyan 166,000, Ngaju ili Biadju 900,000, Jagoi 34,000, Tunjung 77,000), Dumpas 1,300, Dusun (Bundu 61,000, Centralni 194,000, Kadazan 28,000, Keningau 1,000, Kuala Monsok 900, Kwijau 18,000, Minokok 1,200, Murut 2,100, Rungus 22,000, Segama 700, Sugut 14,000, Sungai 44,000, Tambunan 14,000, Tempasuk 12,000, Tuaran 8,600, Tudan 13,000), Embaloh 13,000, Garo Kimaragang 2,100, Iban 977,000, Ida'an (Eraans) 5,100, Jagoi-Bisingai 8,600, Kadazan (obalni 101,000, istočni 24,000, Klias River 1,800), Kanowit 200, Kayaman 1,000, Kayan (Busang 6,500, Kayan River 3,100, Mahakam 1,800, Mendalam 2,300, Wahau 800), Kelabit 5,100, Kenyah (Kayan River 9,200, Kelinyau 3,500, Mahakam 11,000, Sibop ili Sabup 3,300, Tutoh ili Lugat 1,200, Upper Baram 3,300, Kenyah Wahau 1,500, Kenyah zapadni 2,400), Kimaragan 21,000, Kinabatangan, gornji 3,600, Kota Marudu, južni 2,200, Lahanan 700, Lakiput 2,600, Lanas Lobu 4,700, Land Dayak (Land Dayak 89,000, Bekati 5,500, Benyadu 55,000, Biatah 75,000, Djongkang 71,000, Kembayan 69,000, Lara 23,000, Ribun 71,000, Sanggau 71,000, Semandang 46,000), Lundayeh (Lun Bawang) 59,000, Maba (Bitjoli) 7,400, Melanau 120,000, Millikin 4,100, Modang 24,000, Mualang 15,000, Murik Kayan 2,100, Murut (Kalabakan 2,600, Keningau 8,200, Okolod 5,600, Pandewan 1,500, Selungai 1,500, Sembakung 5,600, Serudung 400, Sook ili Peluan 4,100, Tagal 16,000, Timogun 7,100), Orang Kuala, Duano 500, Penan 6,500, Penihing 4,100, Punan Aput 600, Punan Bah-Biau 900, Punan Bungan 1,300, Punan Keriau 500, Punan Merah 200, Punan Merap 200, Punan Tubu 3,100, Punan-Nibong 3,500, Putoh 9,200, Sa'ban 2,300, Sajau Basap 9,200, Sara 200, Seberuang 25,000, Sebuyau 17,000, Segai 3,100, Sekapan 1,400, Sian 60, Siduan 800, Sinabu 800, Sonsogon 4,100, Tambanua 10,000, Tampias Lobu 3,100, Tanjong 200, Tatana 10,000, Tobilang 9,000, Tring ili Tringus 900, Tungara 3,300, Tutong, Bisayan 40,000, Tutung 17,000, Ukit 200
Bugi-Makassar, 8,052,000 ljudi: 
Aralle-Tabulahan 17,000, Bentong 28,000, Bugi 3,972,000, Campalagian 33,000, Dakka 2,100, Duri 120,000, Enrekang 63,000, Kaili Unde, Daa 56,000, Kalao 700, Kodeoha 1,900, Konjo obalni 158,000, Konjo Pegunungan 189,000, Maiwa 56,000, Makasar 2,496,000, Mamuju 76,000, Mandar 279,000, Momina 200, Panasuan 800, Pannei 11,000, Rongkong 42,000, Seko Tengah 3,000, Selayar 133,000, Tae' (Toraja) 228,000, Toala 44,000, Ulumanda 35,000, Wotu 6,900
Bungku-Bajau 153,000 ljudi: 
Bahonsuai 300, Bajau (zapadna obala) 67,000, Kaimbulawa 2,200, Koroni 600, Lemolang 2,400, Mori Atas 18,000, Moronene 42,000, Padu (Padoe) 7,200, Rahambuu 6,300, Taluki 600, Tomadino 800, Tulambatu 5,600, Waru 500
Filipinski narodi: 
Aklano 579,000, Bajau Kagayan 53,000, Bicolano, Iriga 277,000, Bikol Centralni 3,657,000, Bikol sjeverni 181,000, Bikol južni (Sorsogon) 395,000, Chabakano kreoli 429,000, Davaweno 216,000, Filipinci 19,137,000, Filipinski mestici 2,688,000, Hiligaynon 8,422,000, Illanon 15,000, Ilocano 10,045,000, Iranun 162,000, Kalagan, Kaagan 11,000, Kalagan (Tagakaulu) 85,000, Kalagan 41,000, Magindanaw 1,125,000, Malaynon 19,000, Maranao 1,139,000, Masbateno 797,000, Molbog 17,000, Pampango 1,991,000, Pangasinezi (Pangasinese) 1,220,000, Ratagnon 2,500, Romblon 315,000, Sakaji (Nathembo) 27,000, Sama (Abaknon) 25,000, Sama (Badjao 107,000, Centralni 51,000, Pangutaran 42,000, južni 226,000), Sangil 7,900, Sinama, Northern 86,000, Subanon Kolibugan 25,000, Subanon (zapadni Kalibugan) 94,000, Surigaonon 506,000, Tausug 1,237,000, Visayan 21,050,000, Waray-Waray 3,577,000, Yakan, Yacan 156,000; Plemena: Agta (Camarines sjeverni 200, Dupaninan 1,900, Isarog 1,700, Agta Mount Iraya 200, Agta Mount Iriga 2,900, Agta Remontado 3,000), Agutaynon 15,000, Alangan 9,100, Alta sjeverni 200, Atta (Pudtol 800, južni 400), Ayta Abellen 11,000, Ambala 2,700, Bataan 600, Mag-Anchi 12,000, Mag-Indi 6,200), Bagobo (Giangan) 81,000, Balangao Bontoc 25,000, Bantuanon 228,000, Bicolano (Albayi) 2,249,000, Bikol (Catanduanes) 155,000, Bilaan (Davao 49,000, Koronadal 153,000, Sarangani 107,000), Binokid Manobo 157,000, Bolinao Sambal 73,000, Bontoc (Centralni 54,000, istočni / južni 6,200), Buhid 12,000, Butuanon 51,000, Cagayan Negrito (sjeverni) 1,200, Caluyanhon 40,000, Catanduanes (sjeverni) 144,000, Cuyonon 181,000, Dumagat (Alabat Island) 40, Central Cagayan 900, Ditaylin 1,800, Kabaloan 700, Umiray 4,000), Ga'dang 6,800, Gaddang 51,000, Hanunoo 15,000, Ibanag 734,000, Ibatan (Babuyan Island) 1,600, Ifugao (Amganad 32,000, Batad 68,000, Mayoyao 31,000), Ikalahan (Kalanguya) 89,000, Ilongot 75,000, Inibaloi 164,000, Insinai 8,100, Iraya 14,000, Isneg (Dibagat-Kabugao) 40,000, Itawit 175,000, Itneg (Adasen Tinguian 4,700, Banaos 3,900, Binongan 8,400, Inlaod 10,000, Masadiit 8,400, Moyadan 13,000, južni 20,000), Ivatan 43,000, Iwaak 3,900, Kagayanen 31,000, Kalinga (Butbut 9,900, Lower Tanudan 14,000, Lubuagan 18,000, Mabaka Valley 9,000, Madukayang 2,200, sjeverni 40,000, južni 15,000, Upper Tanudan 4,300), Kallahan (Kayapa 22,000, Keley-I 9,500), Kamayo 9,000, Kankanaey 215,000, Kankanay sjeverni 110,000, Karao (Karaw) 1,700, Kasiguranin 21,000, Kiangan Ifugao 36,000, Kinaray-A 506,000, Lambangian 57,000, Looknon 102,000, Magahat 9,000, Malaweg 21,000, Mandaya (Cataelano 35,000, Sangab 9,000), Manguangan 13,000, Manobo (Agusan 68,000, Arumanen 17,000, Ata 27,000, Blit 1,900, Cinamiguin 135,000, Cotabato 32,000, Dibabawon 20,000, Higaonon 39,000, Ilianen 17,000, Matigsalug 34,000, Obo Kidapawan 110,000, Pulangiyen 6,500, Rajah Kabungsuan 9,000, Sarangani 59,000, Tagabawa Bagobo 53,000, Talaandig 4,800, Tigwahanon 11,000, zapadni Bukidnon 23,000), Mansaka 68,000, Negrito (Aeta Zambal 39,000, Ati 10,000, Mamanwa 7,600, Palawan Batak 3,000), Palawano Brooke's Point 17,000, Palawano Centralni 22,000, Palawano jugozapadni 13,000, Paranan 17,000, Porohanon 27,000, Subanen (Centralni 166,000, Tuboy 17,000), Subanon (Lapuyan) 49,000, Sulod 26,000, Tadyawan 4,900, Tagbanwa (Aborlan 11,000, Centralni 3,300, Kalamian 10,000), Tau't Batu 400, Tawbuid (istočni 8,500, zapadni 8,100), Tiboli 113,000, Tina Sambal 83,000, Tiruray 57,000, Yogad 24,000
Flores-Sumba-Alor, 2,713,000 ljudi: 
Abui 25,000, Adang 36,000, Adonara 19,000, Alorci (Alorezi) 36,000, Anakalangu 22,000, Bati 4,600, Belagar 17,000, Ende 134,000, Hamap 1,500, Ile Ape ?, Kabola 15,000, Kafoa 1,500, Kedang 49,000, Kelong 15,000, Keo 47,000, Kepo' 12,000, Kodi 55,000, Kolana-Wersin 66,000, Komodo 800, Kui (Kui-Kramang) 7,600, Lamaholot 175,000, Lamboya 23,000, Lamma 14,000, Laura 12,000, Li'o 200,000, Mamboru 18,000, Manggarai 655,000, Nage 62,000, Nedebang 1,500, Ngada istočni 7,100, Ngada'a 78,000, Palue 4,600, Rajong 4,700, Rembong 2,400, Retta ?, Riung 22,000, Rongga 4,200, Sabu 129,000, Saluan obalni 119,000, Sawila 3,500, Sikkanezi 180,000, So'a 12,000, Sumba 262,000, Tereweng 900, Wae Rana 4,700, Wanukaka 15,000, Wewewa 115,000, Woisika 19,000
Gorontalo s Celebesa, 1,009,000 ljudi: 
Bobongko 1,700, Bulango 19,000, Gorontalo 959,000, Kaidipang 26,000, Lolak 3,200
Javanski narodi 59,740,000 ljudi: 
Banten 552,000, Javanci 14,330,000, Javanci karipski 82,000, Javanci novokaledonski 10,000, Jawa Banyumasan 5,627,000, Jawa Mancanegari 12,580,000, Jawa Osing (Banyuwangi) 304,000, Jawa Pesisir Kulon 3,176,000, Jawa Pesisir Lor 22,999,000, Tengeri (Tenggerese) 81,000
Kaili-Tomini, 461,000 ljudi: 
Andio 2,200, Balaesan 6,400, Balantak 32,000, Baras 300, Bolano 3,000, Buol 84,000, Dampelasa 11,000, Dondo 14,000, Kaili Ledo 145,000, Kaili Unde 22,000, Leboni (Rampi) 9,900, Linduan 2,600, Pendau 3,600, Saluan (Kahimamahon) 2,400, Sarudu 5,100, Sedoa 1,000, Taje 400, Tajio 13,000, Tobada 13,000, Toli-Toli 27,000, Tombelala 1,300, Tomini 33,000, Topoiyo 2,700, Uma (Pipikoro) 26,000
Lampung 3,084,000 ljudi: 
Daya 56,000, Kayu Agung 56,000, Komering 476,000, Lampung Abung 182,000, Lampung Krui 35,000, Lampung Peminggir 837,000, Lampung Pubian 675,000, Pesisir južni 683,000, Ranau 78,000, Sungkai 7,100
Madurski narodi, 22,137,000 ljudi: Bawean 67,000, Kangean 111,000, Madurci 14,604,000, Pendalungan 7,355,000.
Malagasy: 
Antaifasy 133,000, Antaimanambondro 56,000, Antaimoro 712,000, Antaisaka 1,196,000, Antaivato 82,000, Antakarana 124,000, Antambahoaka 74,000, Antanosy 413,000, Antetsimatra 30,000, Bara 601,000, Betsileo 2,292,000, Betsimisaraka 1,092,000, Betsimisaraka južni 728,000, Bezanozano 145,000, Karimbola 108,000, Kimoso 22,000, Malagasy 74,000, Malagasy-Antalaotra 1,200, Marofotsy 22,000, Masianaky 34,000, Masikoro 109,000, Merina-Hova 3,296,000, Merina-Vakinankaratra 1,548,000, Onjatsy 43,000, Sahafatra 129,000, Sahavoay 39,000, Saint-Marien 50,000, Sakalava 426,000, Shibushi 27,000, Sihanaka 460,000, Tanala 800,000, Tandroy 788,000, Tsimehety 1,429,000, Vazimba 129,000, Vorimo 22,000, Zafisoro 86,000.
Malajski narodi 50,204,000 ljudi: 
Arguni 300, Bazaar Low Malay Creole 43,000, Behoa 9,000, Busami 900, Erokwanas 400, Indonezijci 27,004,000, Irahutu 5,500, Iresim 200, Kawe 700,  Kenyah (Bahau River) 2,300, Legenyem 300, Malajci (kreoli 1,344,000, Malajci 12,845,000, Bacanezi 3,200, Banda malajci 4,100, Bukit Malajci 77,000, Malajci Kokosovog otočja 6,100, Istočnomalezijski Malajci 277,000, Kedah 6,700, Kota Bangun Kutai 123,000, Kupang 230,000, Larantuka 17,000, Menadonezi 949,000, sjevernomolučki Malajci 813,000, Pattani 3,216,000, Riau 117,000), Meoswar 300, Moken 10,000, Moklen 1,900, Munggui 1,200, Nabi 800, Onin 600, Orang Negeri (Minang) 890,000, Orang Pantai Timur 2,192,000, Ormu 700, Podena 200, Rejang Kayan 5,800, Ron 1,400, Serua 2,600, Tring 700, Warembori 700, Yaur 600
Melayu sa Sumatre, 6,591,000 ljudi: 
Asahan Melayu 533,000, Bangka 213,000, Batin 78,000, Belitung 167,000, Deli 2,132,000, Jambi 1,003,000, Kubu 13,000, Lom 70, Lonchong 500, Malajci Riau 2,163,000, Mamak 129,000, Penghulu 28,000, Pindah 21,000, Rambang Senuli 45,000, Sindang Kelingi 66,000
Minahasa-Sangir s Celebesa, 2,328,000	ljudi: 
Bantik 17,000, Bintauna 9,200, Mongondow 1,180,000, Ponasakan 4,600, Ratahan 39,000, Sangir (Siau) 69,000, Sangir (Tagulandang) 15,000, Sangirezi 339,000, Suwawa 21,000, Talaud 92,000, Tombulu Menadonese 92,000, Tondanou 102,000, Tonsawang 31,000, Tonsea 123,000, Tountemboan 193,000
Minangkabau-Rejang sa Sumatre 6,406,000 ljudi: 
Bengkulu 71,000, Kerinci 263,000, Lubu 46,000, Minangkabau 5,566,000, Muko-Muko 39,000, Pekal 33,000, Rejang 387,000.
Musi s otoka Sumatra 1,510,000 ljudi: 
Lakitan 17,000, Lembak 178,000, Lembak Delapan 32,000, Musi Banyuasin 165,000, Musi Sekayu 263,000, Palembang 662,000, Rawas 194,000
Ogan sa Sumatre 528,000 ljudi: 
Belide 22,000, Enim 91,000, Ogan 389,000, Penesak 26,000
Pasemah sa Sumatre 1,189,000 ljudi: 
Kaur 41,000, Kikim 16,000, Lematang 194,000, Lintang 91,000, Pasemah 518,000, Semendo 136,000, Serawai 194,000.
Sunda-Betawi s Jave, 33,879,000 ljudi: 
Badui 20,000, Betawi 3,301,000, Sunda 30,558,000
Moluci (Maluku): 
Alune 19,000, Amahei 70, Ambelau 7,500, Asilulu 11,000, Bengoi (Isal) 500, Boano 4,900, Bobot 6,900, Bonfia 1,300, Buru 43,000, Elpaputi 500, Emplawas 300, Geser-Gorom 41,000, Haruku 24,000, Hitu 18,000, Horuru 4,700, Huaulu 400, Jahalatane 1,800, Kaibubu 700, Laha (Central Ambonese) 5,400, Larike-Wakasihu 14,000, Latu 3,300, Liana 3,900, Lisabata-Nuniali 2,800, Lisela 13,000, Loun 50, Luhu 9,600, Malajci Ambonezi 323,000, Manipa (Soow Huhelia) 2,200, Manusela (Wahai) 9,200, Nimboran 4,800, Nuaulu (sjeverni) 600, Nuaulu (južni) 1,800, Nusa Laut 2,900, Paulohi 70, Salas 70, Saleman (Hatue 6,300, Saparua 13,000, Seit-Kaitetu 12,000, Sula 22,000, Tamilouw 3,400, Te'un 1,500, Teluti 22,000, Tulehu 26,000, Watubela 5,100, Wemale (sjeverni) 7,400, Wemale (južni) 5,100, Babar (sjeverni 1,000, jugoistočni 4,500), Barakai 5,100, Dai 800, Damar (istočni) 3,600, Damar (zapadni) 1,100, Davelor 2,000, Dobel 8,400, Fordat 60,000, Hahutan 1,800, Iliwaki, Talur 900, Imroing 600, Kei 111,000, Kerei 1,100, Koba 600, Kola 9,200, Komfana 400, Leti 9,000, Lola, Warabal 1,000, Lorang 400, Luang (Letri Lgona) 24,000, Mairir 500, Masela (Centralni 800, istočni 800, zapadni 1,300), Perai 400, Roma 2,200, Selaru 8,900, Selvasa 4,500, Serili 500, Tarangan (istočni 5,200, zapadni 8,900), Tela-Masbuar 1,400, Teor 1,500, Tugun 1,500, Tutunohan, Aputai 200, Ujir 1,200, Watulai 4,600 (govore batuley), Wokam 9,000 (govore manombai), Yamdena 47,000, Yotowawa 24,000 (govore Kisar)
Timorci: 
Amarasi, Baikeno, Banda (Eli-Elat), Bilba, Dela-Oenale, Dengka, Galoli, Habu, Helong, Idate, Kairui-Midik, Kemak, Lakalei, Lole, Mambai, Naueti, Ndaonezi (Ndao), Ringgou, Rotinezi (Tii), Termanu, Tetum, Timorci (Timorezi), Tokode, Waima'a.
Toraja 1,608,000 ljudi: 
Bambam 30,000, Banggai 126,000, Batui 2,900, Budong-Budong (Tangkou) 90, Kalumpang 15,000, Kulawi 7,800, Laudje 49,000, Mamasa 126,000, Mamasa (južni, Pattae') 50,000, Mori Bawa 18,000, Napu 7,100, Pamona 169,000, Seko Padang 6,800, Talondo 400, Tolaki (Asera 800, Konawe 292,000, Laiwui 300, Mekongga 64,000, Wiwirano 100), Toraja-Sa'dan 643,000
Tukangbesi 1,016,000 ljudi: 
Bajau 152,000, Bajau Bukit 1,200, Bonerate 11,000, Bungku 24,000, Busoa 2,300, Cia-Cia 80,000, Kaledupa 4,700, Kamaru 3,500, Kulisusu 26,000, Laiyola 1,500, Lasalimu 1,700, Liabuku 1,300, Muna 304,000, Pancana 6,100, Tukangbesi (Selatan) 154,000, Tukangbesi (Utara) 132,000, Wawonii 28,000, Wolio 83,000
Zapadna Malezija, 131,000 ljudi: 
Bateq 1,000, Batu Punan 1,100, Che Wong 700, Jah Hut 5,300, Jakun 19,000, Jehai 1,300, Kintaq Negrito 300, Lanoh 200, Mah Meri (Besisi) 3,100, Mendriq 200, Mintil 90, Orang Kanaq 50, Orang Seletar 2,000, Sabum 1,100, Sakai (Mani) 600, Semai 45,000, Semelai 3,500, Semnam 800, Semoq Beri 3,700, Temiar 20,000, Temoq 700, Temuan 18,000, Urak Lawoi' 3,900.